# 4215-ös mellékút (Magyarország)
A 4215-ös számú mellékút egy közel 27 kilométer hosszú, négy számjegyű országos közút Hajdú-Bihar vármegye déli részén, Biharkeresztest köti össze Komádival.

## Nyomvonala
Biharkeresztes központjában ágazik ki a 4218-as útból, annak a 800-as méterszelvénye közelében, dél-délkeleti irányban, Deák Ferenc utca néven. Rövidesen délnyugat felé kanyarodik és kevesebb, mint fél kilométer után elhagyja a lakott terület déli szélét. 3,7 kilométer után lépi át a város határszélét, onnan berekböszörményi határrészek közt folytatódik.
Berekböszörmény területén előbb ugyancsak délnyugati irányt követ, majd 5,7 kilométer után délkelet felé fordul. A 8,150-es kilométerszelvénye táján éri el a falu északkeleti szélét, ott viszont újra délnyugatnak kanyarodik, egyben a Köztársaság utca nevet veszi fel. A központban Köztársaság tér, majd azt elhagyva Árpád utca a neve; így hagyja el a község legnyugatibb fekvésű házait, ott majdnem pontosan nyugati irányban húzódva.
12,4 kilométer után újabb, közel 90 fokos irányváltása következik – még berekböszörményi területen fordul ismét déli irányba –, a 13. kilométerénél viszont már Körösszegapáti határai közt jár; kevesebb, mint egy kilométer után pedig el is éri a lakott terület északi részét. 14,3 kilométer táján egy elágazáshoz ér: északnyugat felől a 4217-es út torkollik bele, közel 20 kilométer megtételét követően, a 4215-ös pedig délkeleti, majd hamarosan egyre inkább déli, sőt délnyugati irányban folytatódik, Kossuth Lajos utca néven. A 16,150-es kilométerszelvénye táján lép ki a község házai közül, ott ismét majdnem nyugat felé haladva.
17,7 kilométer után Körösszakál területén folytatódik, a belterületet 18,3 kilométer után éri el, onnét Árpád utca néven húzódik tovább. A központban, 19,1 kilométer után kiágazik belőle délkelet felé a 4216-os út, Biharugra-Zsadány irányába, e keresztezést elhagyva a Templom utca nevet veszi fel. Nagyjából 19,8 kilométer után lép ki a község lakott részei közül, ott nyugati, sőt egy aránylag rövid szakaszon északnyugati irányt követve.
Magyarhomorog a következő, útjába eső település, melynek keleti határszélét 21,1 kilométer után éri el. Kevesebb, mint egy kilométer után már a község házai közt jár, települési neve itt végig Árpád utca. 23,8 kilométer után lép ki a faluból, 25,6 kilométer után pedig eléri Komádi határát. Onnantól már szinte végig belterületen húzódik, Fő út néven. A 4219-es útba beletorkollva ér véget, annak 14,250-es kilométerszelvénye táján.
Teljes hossza, az országos közutak térképes nyilvántartását szolgáló kira.gov.hu adatbázisa szerint 26,977 kilométer.

## Települések az út mentén
- Biharkeresztes
- Berekböszörmény
- Körösszegapáti
- Magyarhomorog
- Körösszakál
- Komádi